# Ehranger Walzenmühle
Die Ehranger Walzenmühle in Ehrang, heute als Ehrang/Quint ein Ortsbezirk von Trier in Rheinland-Pfalz, war eine im 19. Jahrhundert im Zuge der Industrialisierung umgebaute Mühle an dem Fluss Kyll, wurde daher auch „Ehranger Kyllmühle“ genannt, wenngleich sie nur eine von zahlreichen Mühlen an und nahe der Kyll war, die seit dem Mittelalter dort urkundlich bezeugt sind.

## Geschichte
Die Ehranger Mühle wurde erstmalig im Jahre 1212 erwähnt in einem Güter- und Zinsverzeichnis der kurtrierischen Kirche. 1817 ließ die Gemeinde die Mühle versteigern.
Die Ehranger Kyllmühle wurde im Jahr 1886 durch den Unternehmer Peter Ernst Seifer, genannt Wilhelm Seifer (1841–1923) erworben. Dieser baute das nahe Trier gelegenen Unternehmen in großem Umfang um, machte es insbesondere durch Automatisierung zu einer Walzenmühle von „großer Bedeutung“. Im November 1902 wurde das gesamte Anwesen durch einen Brand zerstört und kurz danach mit erneuerter Technik wieder aufgebaut. In den Anfangsjahren nach 1886 konnten etwa 100 Doppelzentner täglich vermahlen werden, nach dem abgeschlossenen Wiederaufbau nach dem Brand etwa 600 Doppelzentner. 1917 wurde die Anlage um ein weiteres Lagerhaus erweitert.
Der Namensgeber der Seiferstraße in Trier war der Vater des späteren Maschinenbau-Ingenieurs, Erdöl-Geologen und Managers Theo Seifer (* 8. September 1883 in Trier; † 5. April 1946 in Hannover), der dann bis nach dem Ersten Weltkrieg unter anderem „die ihm gehörenden Mühlenwerke in Trier“ leitete. Seifers Vater Wilhelm sowie der Rechtsanwalt Otto Falk sollen große Anteile an der vor allem im späteren Niedersachsen operierenden Gewerkschaft Elwerath erworben haben und kraft ihrer Stimmrechte die Leitung jener Gewerkschaft an Theo Seifer übertragen haben.
Nach dem Tod des um die niedersächsische Erdöl-Förderung verdienten und mit der Verleihung der Karmarsch-Denkmünze durch die Technische Hochschule Hannover ausgezeichneten Theo Seifer ging die bis dahin von der Firma Wilh. Seifer & Cie geleitete Ehranger Walzenmühle an die Erben des Verstorbenen über.
1969 wurde die Seiferstraße in Trier-Quint nach Wilhelm Seifer benannt. 1972 wurde die Ehranger Mühle geschlossen und im Jahr 2005 abgerissen. Seit 2016 führt die Bundesstraße 422 durch das ehemalige Mühlengelände. Dort wurde 2017 ein großer Nahversorgermarkt eröffnet.

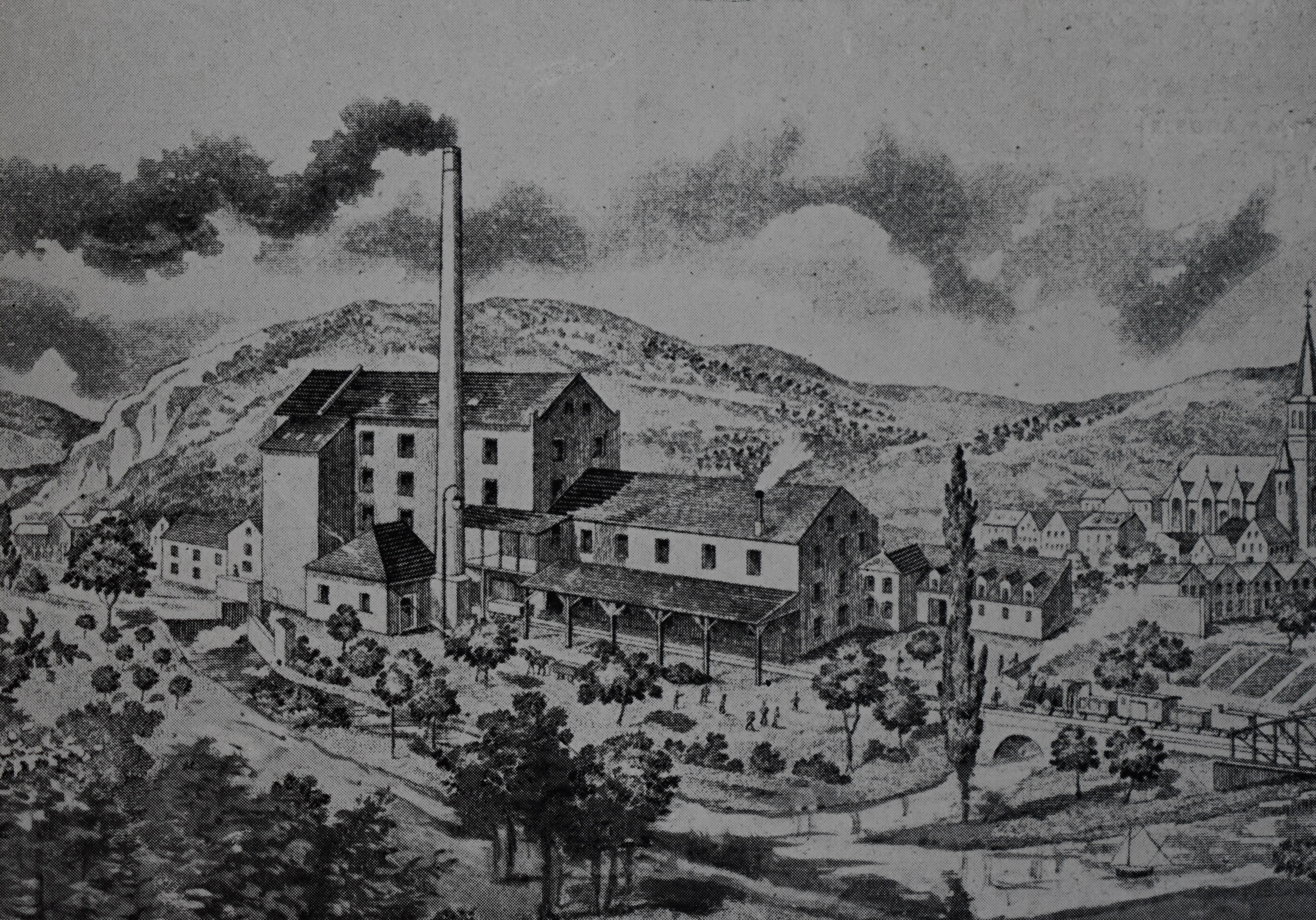
Zustand 1886
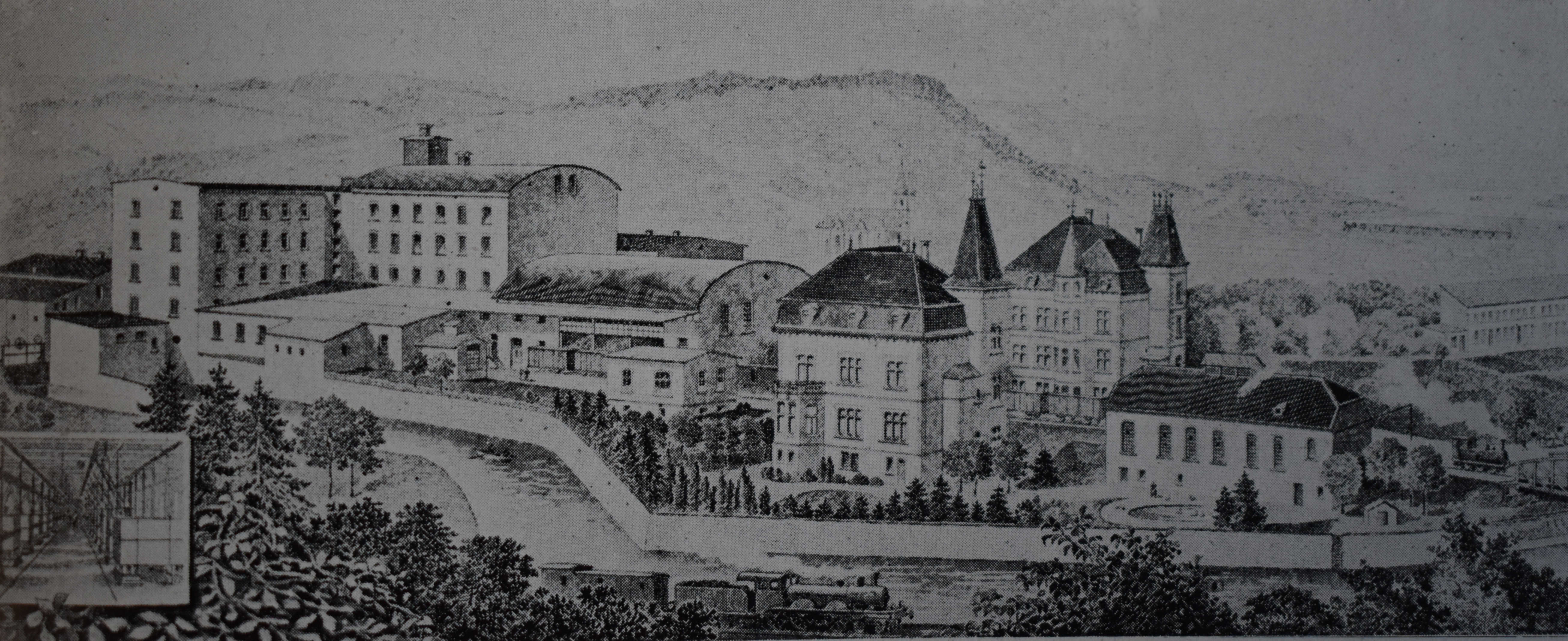
Zustand 1902
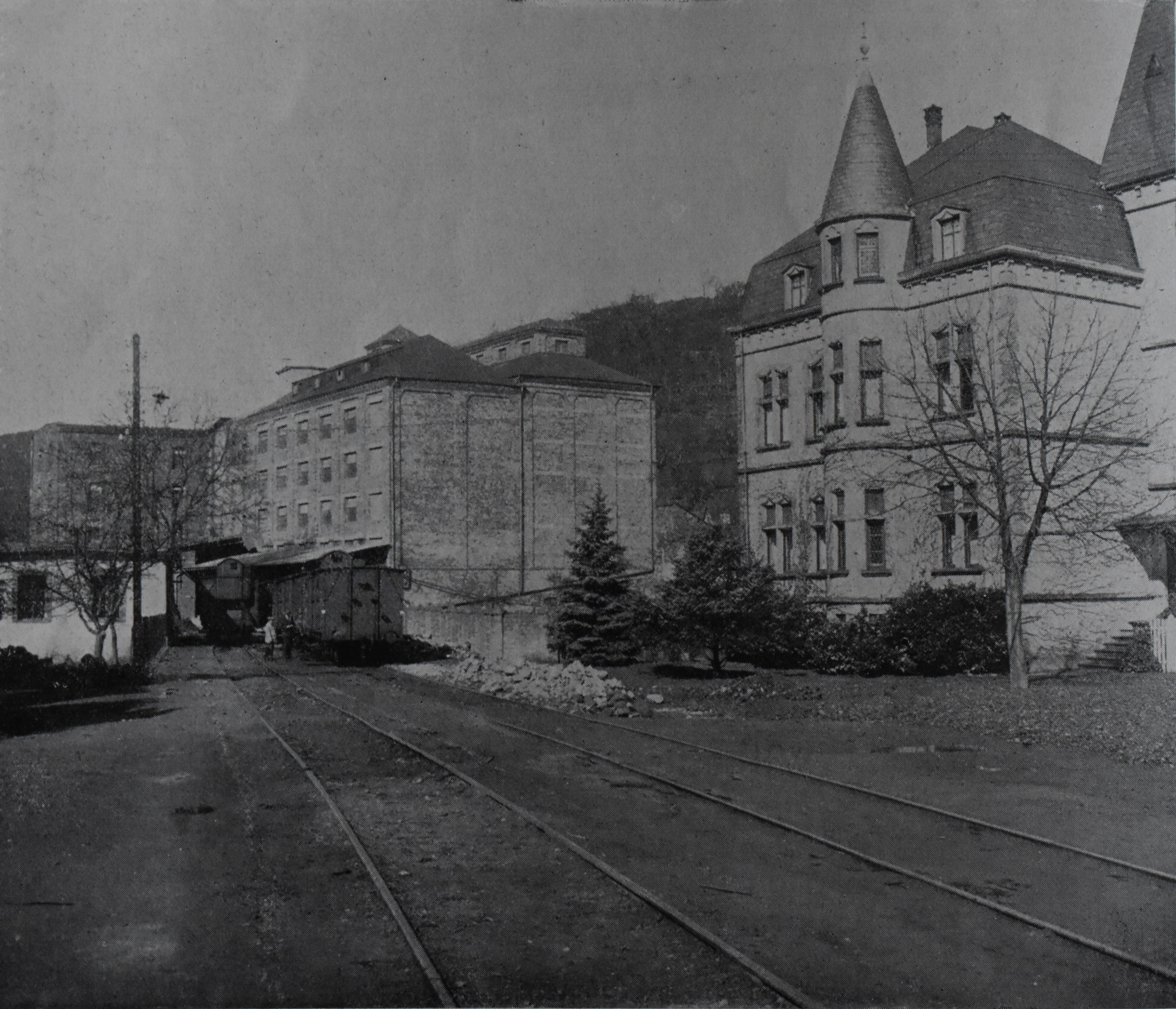
Zustand 1917

## Erhaltene Kulturgüter
Zu den erhaltenen Kulturgütern der Familie Seifer in Ehrang zählen
- das ehemalige Verwaltungsgebäude der Ehranger Walzenmühle unter der ehem. Adresse Marienfeldstraße 1,[9] heute: An der Ehranger Mühle 10
- die Villa Seifer in der ehem. Marienfeldstraße 2,[10] heute: An der Ehranger Mühle 11

Ein weiteres Kulturdenkmal ist die heute noch arbeitende Turbine aus dem Jahre 1902 am Wasserlauf des Mühlengrabens.

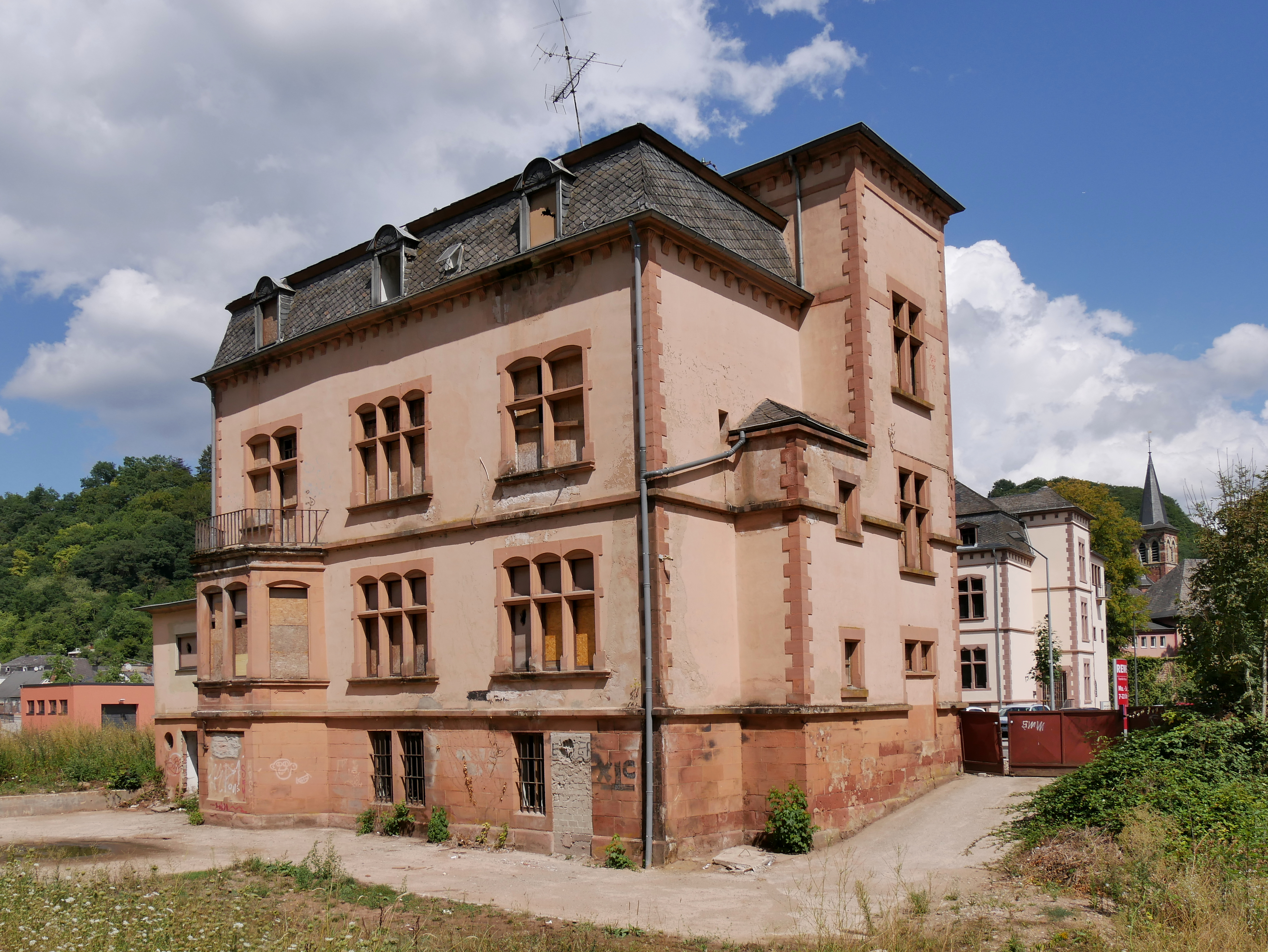
Verwaltungsgebäude
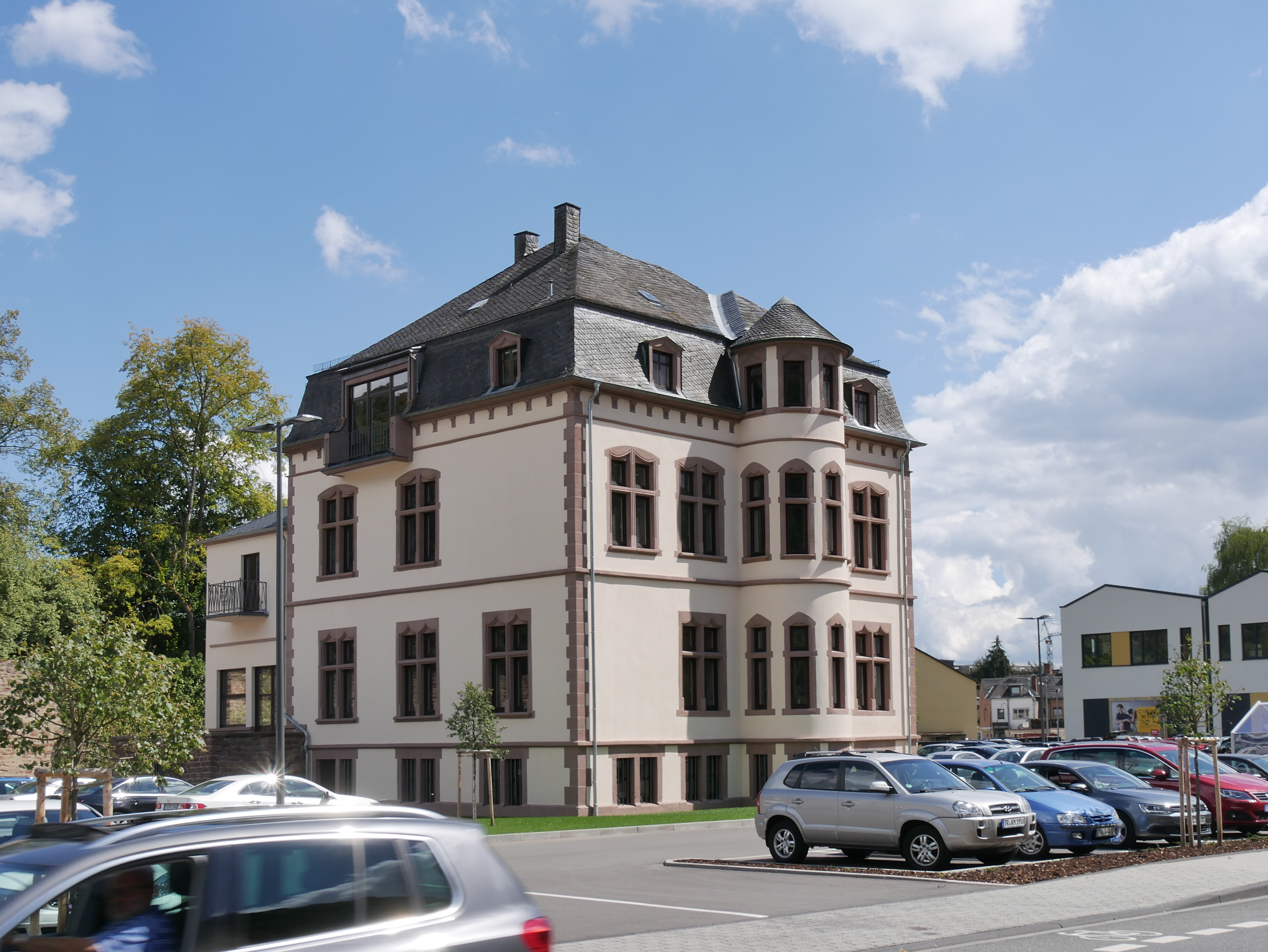
Villa Seifer
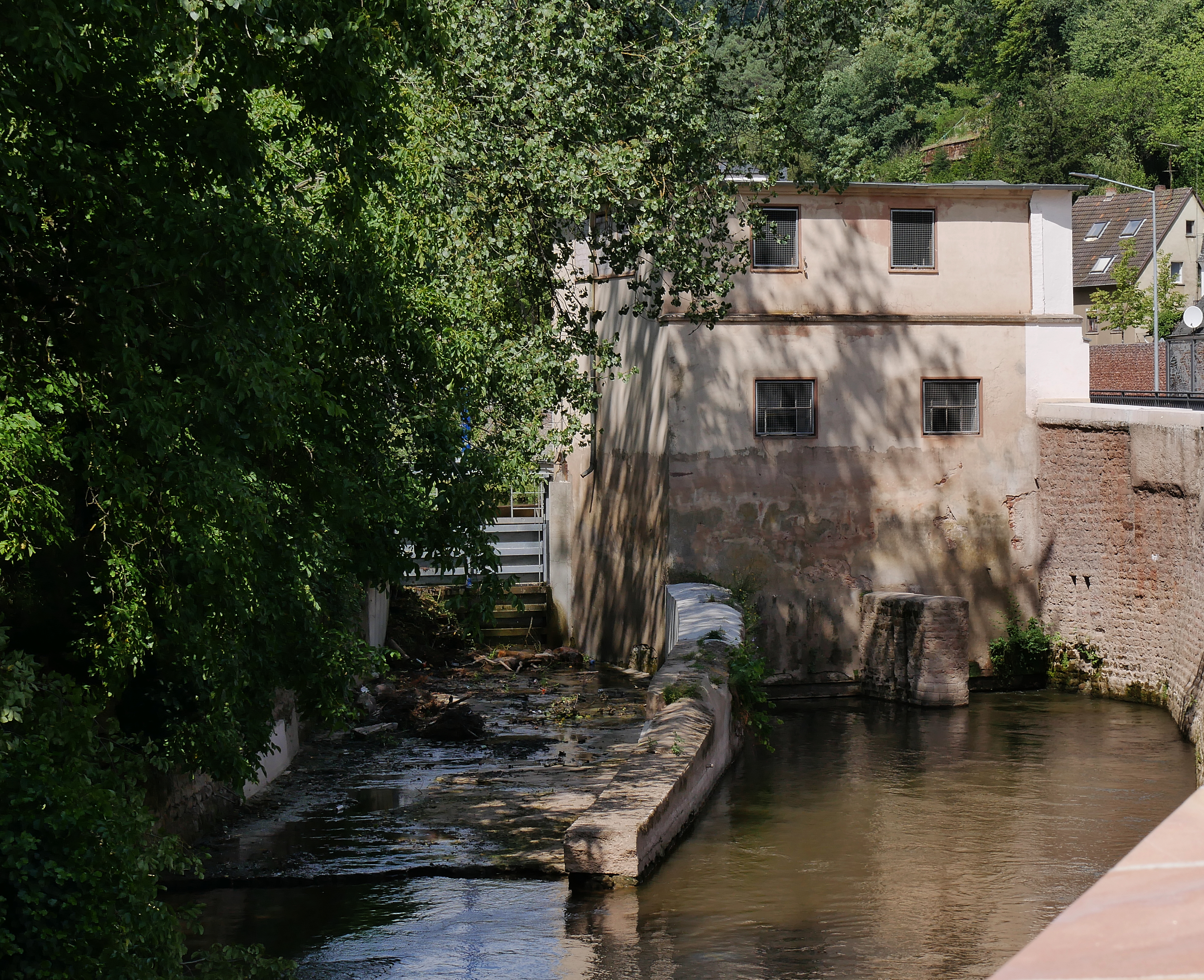
Turbine